# Setge de Fraga (1133-1134)
El setge de Fraga de 1133-1134 fou una batalla entre el Regne d'Aragó i els almoràvits.

## Antecedents
El 1118 el concili celebrat a Tolosa (França) ofereix els beneficis de croada als que acudeixin a l'ajut del comtat d'Aragó en la conquesta de la ciutat de Saraqusta, capital de l'Emirat de Saraqusta. Nombrosos senyors francs (francs i de Bearn) es van concentrar a Ayerbe per ajudar Alfons I d'Aragó, conquerint posteriorment Almudévar, Gurrea de Gállego i Zuera Saraqusta fou presa el 18 de desembre de 1118, convertint-se en capital del Regne d'Aragó, fent que la vall de l'Ebre es desplomés, prenent els aragonesos Tudela el febrer de 1119, conquerint l'Emirat de Qalat al-Ayyub i derrotant un exèrcit almoràvit que fou derrotat quan tractava de parar l'avanç cristià a la batalla de Cutanda el 1120.
El 1120 Ramon Berenguer III va apoderar-se del Castell de Corbins pel pacte amb el valí almoràvit Abu-Hilal a canvi d'evitar la caiguda de Làrida en mans aragoneses i bloquejar el seu l'avanç cap al Mediterrani. Alfons el Bataller, que aspirava a conquerir l'emirat, es va enutjar i va posar setge a la ciutat el maig de 1122, on s'enfrontaren Ramon Berenguer III i Guillem IX de Poitiers contra el Bataller sense poder aixecar el setge, que el Bataller aixecà en juny de 1123. Després de la derrota d'Alfons el Bataller contra els almoràvits a la batalla de Corbins va pactar una aliança contra ells amb Ramon Berenguer III.
El 1124 els aragonesos van ocupar Madina Salim, i entre 1125 i 1126 van atacar Xarq al-Àndalus i planejava atacar Granada, però va haver de desistir d'atacar la ciutat.

## El setge
A principis de 1133 Alfons I d'Aragó inicià les operacions contra Madina Afraga i Mequinensa, navegant Ebre avall amb barques i tramades des de Saragossa, prenent fàcilment Mequinensa però Fraga va oposar resistència, de manera que els aragonesos van assetjar la ciutat. El rei Llop, governador de la ciutat demanà ajut, al que respongueren Yahyā ibn Ali ibn Ġānīya, governador de Balansiya, Zumbayr el Lantuni general de l'Emir cordovès Alí ibn Yússuf, i el governador de Làrida Abd Al·làh ibn Iyad.

## Batalla
Zumbayr el Lantuni va equipar una tropa de 2.000 homes a cavall, Yahyā ibn Ali ibn Ġānīya, 500 i Abd Al·làh ibn Iyad uns altres 200. Un cop reunides les tropes, i a la vista de la ciutat assetjada, Alfons, conscient de la superioritat numèrica, va menystenir als atacants.
El 17 de juliol Abd Al·làh ibn Iyad va carregar trencant les files cristianes i Alfons I d'Aragó es va posar al front dels aragonesos topant amb la cavalleria de Yahya ibn Ali ibn Ghaniya, desfent les tropes cristianes. Els habitants de Madina Afraga, d'origen àrab, van fer una sortida al campament enemic, endunt-se les provisions a la ciutat, moment en què Zumbayr el Lantuni va atacar per acabar de desmantellar les tropes enemigues, que es van haver de retirar, mentre que el rei va morir poc després entre Almuniente i Poleñino el 7 de setembre a causa de les ferides, i els musulmans reconquerien Mequinensa el 1136.